# Bataille de Courbevoie
Campagne de 1871 à l'intérieur
Batailles
- Courbevoie
- Rueil
- Meudon
- Issy
- Semaine sanglante
- Butte-aux-Cailles

La bataille de Courbevoie est le premier affrontement de la Commune de Paris entre Fédérés et Versaillais. Il tourne à l'avantage de ces derniers, très largement supérieurs en nombre.

## Forces en présence

### Dispositif fédéré
La défense fédérée de Courbevoie est de faible ampleur. 500 à 600 hommes seulement occupent le secteur, protégés par une barricade formée de charrettes et de tonneaux. Quelques meurtrières ont aussi été percées dans certaines maisons des alentours.

### Dispositif versaillais
Les Versaillais disposent de 9 000 hommes répartis dans deux brigades d’infanterie dont 600  à   700 cavaliers. La brigade Bruat, où se trouve Vinoy, doit donner l’assaut direct sur Courbevoie. La cavalerie du général de Galliffet l’accompagne. Pendant ce temps, la brigade Daudel doit tourner les Fédérés par le nord.
Les troupes versaillaises sont composées des unités suivantes:
- Brigade Bruat :
  - 74e régiment de marche.
  - 1er régiment de marche d’infanterie de marine.
  - 2e régiment de marche de fusiliers marins.
- Brigade Daudel :
  - 113e régiment d'infanterie de ligne.
  - 114e régiment d'infanterie de ligne.
- Détachements de la brigade de cavalerie Vinoy.

## La bataille
En fin de matinée, Gallifet déploie son artillerie et commence à canonner la caserne et la barricade de Courbevoie. Vers 12h, les Versaillais tentent un premier assaut mené par le 74e régiment. Celui-ci est pris sous le feu des défenseurs à proximité des maisons et s’enfuit en désordre. Dans sa fuite, il manque d’entraîner les artilleurs de Galliffet. Celui-ci, accompagné de son état-major, est obligé de les menacer de son revolver pour qu’ils poursuivent leur tir. Ils sont alors soutenus par l’artillerie de Vinoy alors que le 113e régiment menace la droite fédérée et que l’infanterie de marine prend Puteaux sur sa gauche. 
Les Fédérés, en très large infériorité numérique, se replient alors vers Neuilly sous le bombardement des Versaillais. Ceux-ci se retirèrent du champ de bataille dans la soirée et regagnèrent les environs de Versailles.
Les pertes sont de 26 hommes pour l’armée versaillaise (5 morts et 21 blessés) et d’au moins 42 hommes pour les Fédérés (17 tués et 25 prisonniers).

## Les premiers fusillés
Sur les 17 tués fédérés, cinq comptent parmi les premiers fusillés de la Commune. En effet, les combats ne coutèrent directement que 12 tués et 30 prisonniers pour la Commune. Après la bataille, le général Vinoy ordonna l’exécution de cinq hommes qui furent fusillés dans un champ voisin.